# Friedrich Gustav von Stetten-Buchenbach
Friedrich Gustav von Stetten (* 1764; † 1808) war Oberst und Kommandeur der badischen Leib-Grenadiergarde.

## Leben
Er war der Sohn von Carl Ernst von Stetten und trat 1781 in das badische Leib-Infanterieregiment ein. Als Hauptmann nahm er 1792 an den Kriegsereignissen am Rhein gegen Frankreich teil und befehligte bei den Feldzügen in den Niederlanden die erste Grenadierkompanie. Mit der Ernennung zum Major erhielt Stetten 1803 das Kommando über das neuerrichtete Grenadierbataillon, das dem Leibregiment zugeteilt wurde. 1805 wurde er Oberstleutnant und 1806, mit der Beförderung zum Oberst Kommandeur des 4. Infanterie-Regiments. Unter Stettens Befehl nahm das Regiment dann an den Feldzügen 1806 und 1807 gegen Preußen und Schweden teil. Für seine Tapferkeit im Gefecht bei preußisch Stargard erhielt er als erster badischer Offizier das Ritterkreuz des Militär-Karl-Friedrich-Verdienstordens. Für die gute Führung des von ihm errichteten Regiments in den beiden oben genannten Feldzügen erhielt er in späterer Verleihung zusätzlich das Kommandeurkreuz des Ordens. Im Dezember 1807 wurde er Kommandeur des Leibregiments und 1808 schließlich Kommandeur der Leib-Grenadiergarde, des 1. Badischen Leib-Grenadier-Regiments.